# 川島正件
川島 正件（かわじま せいけん、1869年9月12日（明治2年8月7日） - 1959年（昭和34年）12月15日）は、日本の教育家、政治家。高知県高知市長。城東商業学校長。旧制土佐中学校（現在の土佐中学校・高等学校）理事長。財団法人板垣伯銅像記念碑建設同志会第5代会長。族籍は高知県士族。お笑いタレントの劇団ひとり（本名・川島省吾）は曾孫にあたる。

## 人物
土佐国長岡郡田井村（現在の高知県土佐郡土佐町）で、高知県士族・川島友兵衛の長男として生まれる。1915年、家督を相続した。
長岡郡吉野村書記を務めながら、独学で小学校美術教員免許を取得し簡易小学校教員に就任。長岡郡役所雇員、高知県属を歴任し、1916年9月、高知市助役となり11年間在任。1927年8月26日、高知市長に就任し、公設質屋、保育園、塵芥焼却場、中央卸売市場、市営運動場などの設置、方面委員の委嘱を行うなど社会政策面の施策を推進し、1933年1月7日に市長を退任した。
市長退任後は、城東商業学校校長、土佐中学校理事、高坂高等女学校協会理事、高知商工会議所顧問などを務めた。住所は高知市。

## 家族・親族
川島家
- 父・友兵衛（高知県士族）[4] - 父・友兵衛は、野根山二十三士の1人川島総次（本籍・高知県安芸郡佐喜浜村）の嗣子である[7]。
- 弟・友市[4]
- 妻・春尾（1875年 - ?、高知、梶貞次の二女）[4]
- 女・美佐保（1895年 - ?）[4]
- 男・正男（1901年 - ?）[4]
- 男（1910年 - ?）[4]